# قسطر

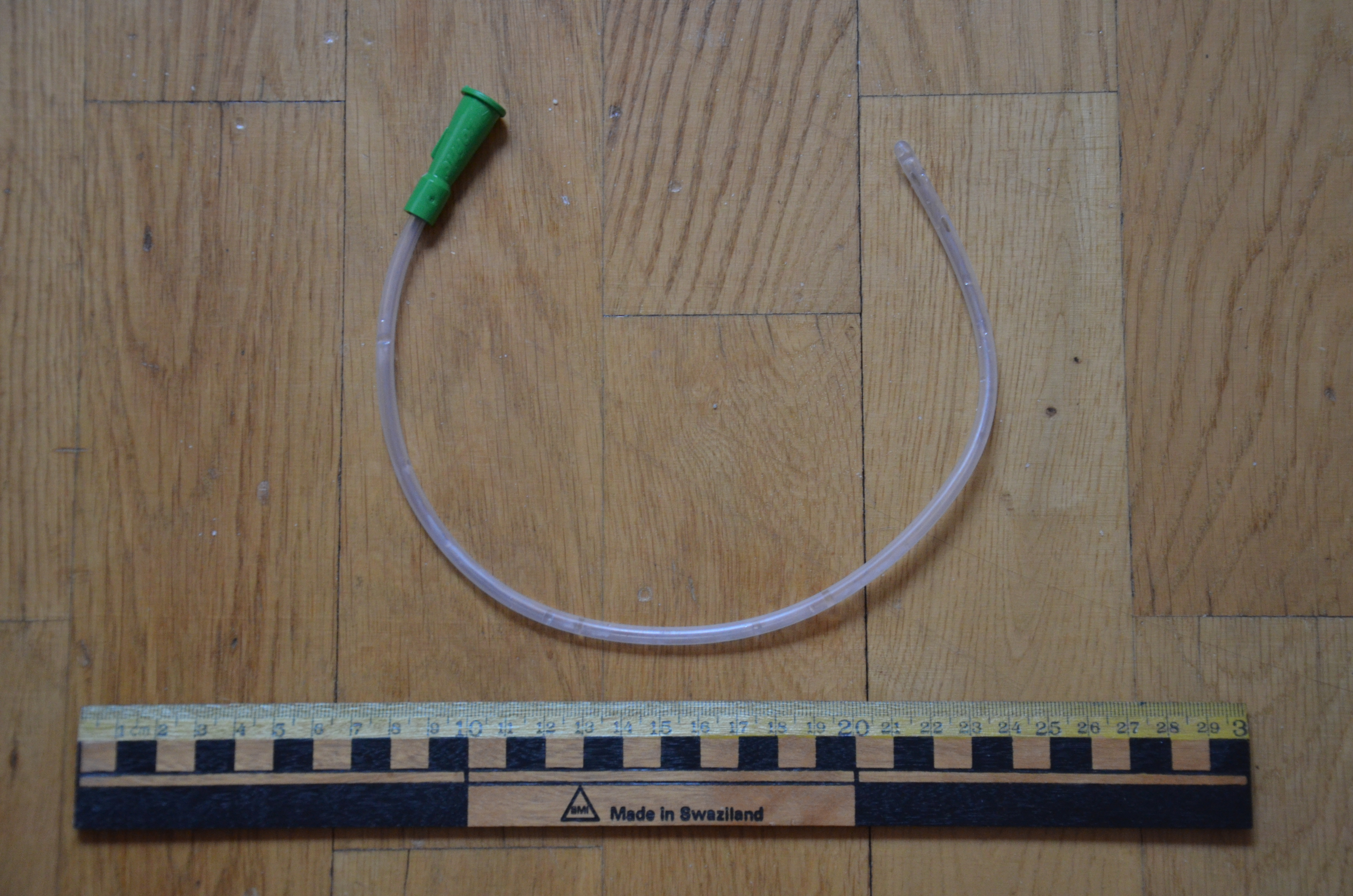
قسطر بولي طوله 40 سنتيمتر ويستخدم مرة واحدة

القسطر (ج.: قساطر) أو القثطار (ج.: قثاطير) هو أنبوب يستخدم في عملية القسطرة، مصنوع من المعدن أو المطاط أو البلاستيك يتفاوت حجمه وليونته حسب استخداماته، فهو يستخدم في العديد من الأغراض الطبية. ومنها القسطرة الخاصة بالقلب والأوعية الدموية، وقسطرة المسالك البولية، وقسطرة الجهاز الهضمي.
يمكن إدخال القسطر إلى أحد تجاويف الجسم، أو أحد الأوعية، فهي تسمح بتصريف أو إدخال السوائل أو الغازات، ويمكن لها أن تسهّل وصول الأدوات الجراحية إلى داخل الجسم، وبالتالي تنفيذ مجموعة واسعة من المهام الأخرى تبعًا لنوع من القسطرة. وقد توضع القسطرة في جسم المريض بشكل مؤقت أو دائم.
ويُعتقد بأن قدماء السوريين قد صنعوا القساطر من نبات القصب.[بحاجة لمصدر]

## استخدامات القسطر

عملية رأب الوعاء باستخدام قسطر مزود ببالون

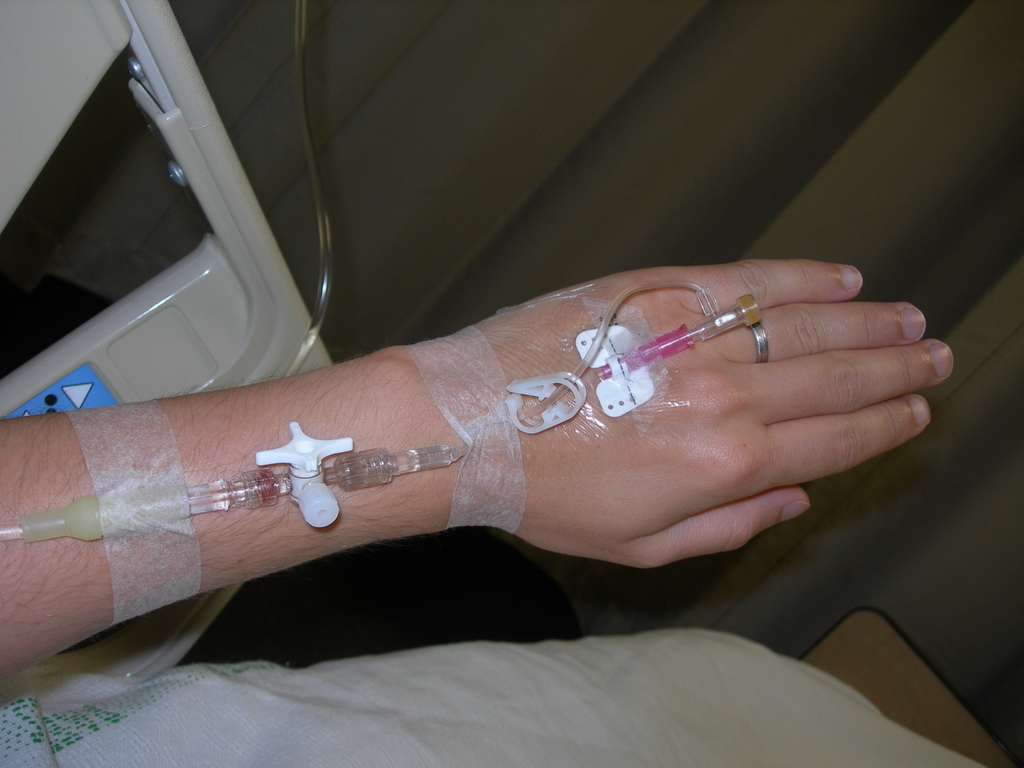
قسطرة وريدية مثبتة إلى أوردة المريض الطرفية لاستخدامها في عملية التغذية الوريدية

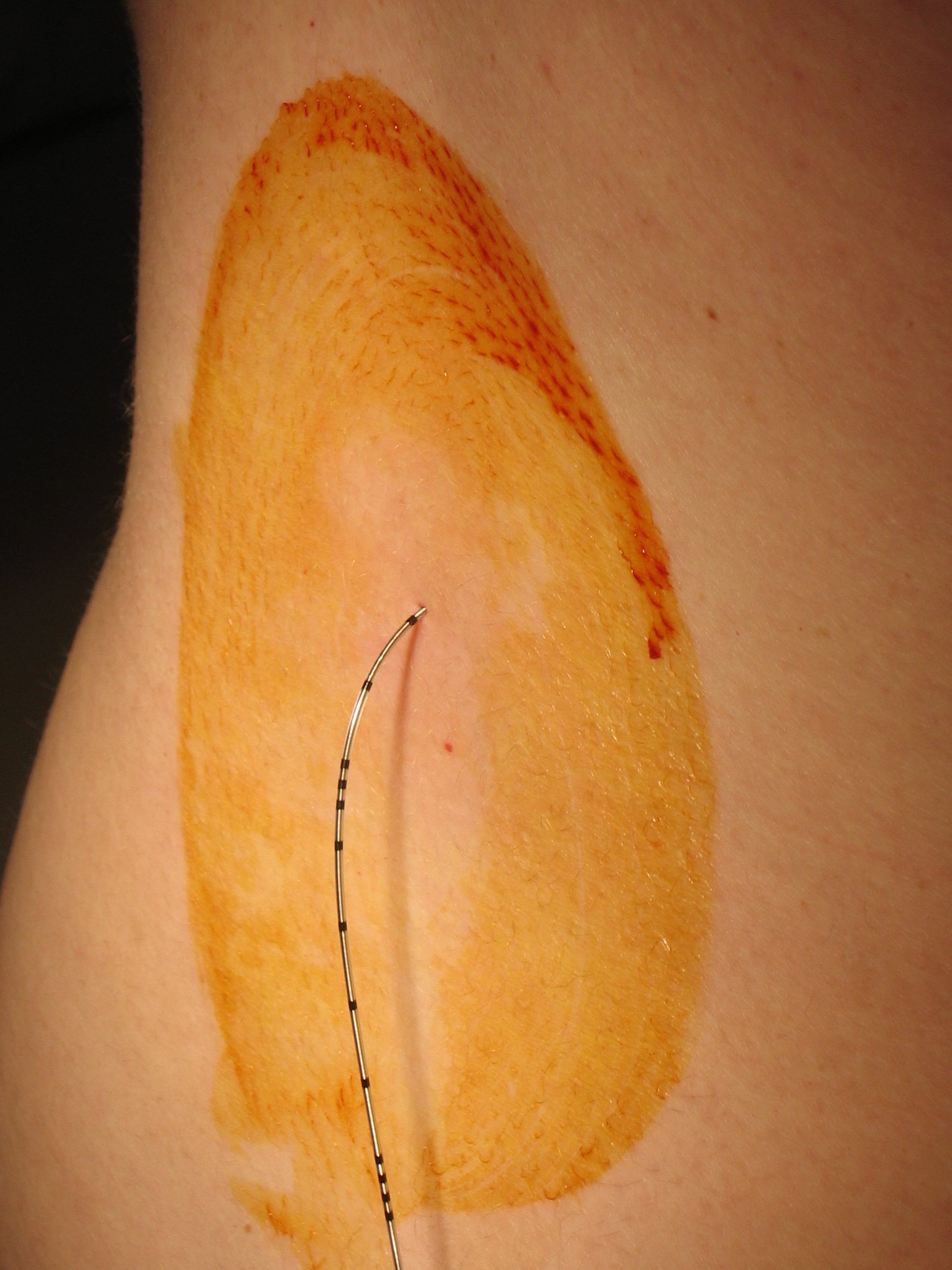
قسطرة يتم إدخالها من الجلد وصولا إلى منطقة ما فوق الجافية لحقن المخدر فيما يعرف بالتخدير فوق الجافية

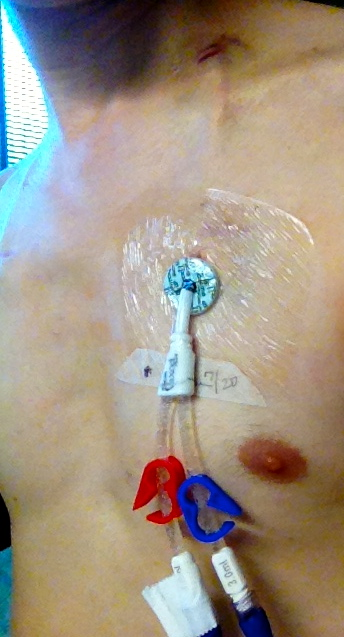
قسطار وريدي مركزي مدخل في جسد شخص من الجانب الأيسر

- القسطرة البولية: تستخدم القسطرة البولية لتصريف البول من المثانة، ويتم إدخالها عن طريق الفتحة البولية وصولًا إلى المثانة. ويمكن أيضًا أن يتم استخدام القسطرة لعمل مخرج للبول من المثانة البولية إلى سطح الجلد في منطقة ما فوق عظام العانة فيما يعرف بـ (ثغر المثانة). كما يمكن توصيل القسطرة بالكلية مباشرة لعمل مخرج للبول من الكلية إلى سطح الجلد فيما يعرف بـ (ثغر الكلية).
- القسطرة القلبية: وهي إجراء تشخيصي يتم إجراؤه لمرضى القلب لدراسة حالة القلب وأوعيته الدموية. فيتم إدخال القسطر أنبوب صغير إلى داخل أحد الأوعية الدموية في منطقة الفخذ أو في الذراع، ثم يتم توجيه هذا الأنبوب ليصل إلى القلب. ويعقب هذا حقن صبغة خاصة عبر القسطرة مع أخذ صور متتابعة بالاشعة السينية لاظهار القلب وشرايينه وتفيد في كشف أي تضيق في شرايين القلب. وفي حالة وجود ضيق في أوعية القلب يتم إجراء توسيع لشرايين القلب باستخدام البالون المزود به القسطرة القلبية.[3]
- كما يمكن أن يستخدم القسطر لتصوير أية أوعية دموية أخرى بخلاف الأوعية القلبية: بحث يتم إدخال القسطر إلى الوعاء الدموي المراد تصويره، ثم يقوم القسطر بحقن مادة ملونة داخل الوعاء الدموي ليعطي شكلًا مظللًا عند تصوير العضو المصاب بالأشعة في عملية تعرف بتصوير الأوعية.
- وتستخدم قسطرة المزودة ببالون في عملية توسيع الأوعية الدموية المسدودة أو الضيقة في أي مكان بالجسم فيما يعرف بـ (رأب الوعاء).
- تفريغ السوائل المتجمعة داخل تجويف البطن: كما في حالات خرّاج البطن.
- في عملية التغذية الوريدية: حيث يتم عمل قسطرة وريدية واستخدامها لإمداد المريض بالسوائل والأدوية اللازمة.
- عملية تجميل وتوسيع الجيوب، بما فيها الجيوب الأنفية وذلك في علاج حديث تم إدراجه عام 2005 لعلاج الالتهابات المزمنة للجيوب والتي لا تستجيب للأدوية التقليدية.[4][5][6][7]
- في عملية الجذ القثطاري: وهي عملية يتم فيها إدخال قسطر من خلال أوردة الفخذ ودفعه باتجاه القلب بهدف جذ أو استئصال أي مسار كهربي غير طبيعي داخل القلب، وذلك لعلاج وحماية المريض من أمراض اختلال النظم القلبي.
- قياس الضغط داخل الوريد أو الشريان بشكل مباشر.
- لقياس الضغط داخل الجمجمة.
- تستخدم القسطرة لإدخال موادًا مخدرة إلى منطقة ما فوق الجافية والتي تحيط بالحبل الشوكي وهي أحد أنواع التخدير والمعروفة بالتخدير فوق الجافية.
- في عملية التخدير في حيز تحت العنكبوتية، وهو مشابه للتخدير فوق الجافية ولكن يتم حقن المخدر عن طريق القسطرة في المساحة تحت العنكبوتية.
- المساعدة في ضخ الأكسجين والأدوية الغازية إلى الرئتين من خلال الأنبوب الحنجري.
- تمثل القسطرة جزءًا من جهاز مضخة الإنسولين والذي يعمل على ضخ الإنسولين تحت الجلد في مرضى السكري.
- يمكن أن يتم توصيل القسطر بوريد قريب من القلب ويتميز بحجمه الكبير وذلك لضخ السوائل أو الأدوية من خلاله في بعض المرضى فيما يعرف بالقسطر الوريدي المركزي.
- يمكن قياس الضغط داخل القلب عن طريق إدخال قسطر إلى الشريان الرئوي والذي يخرج من القلب مباشرة متجهًا للرئتين حاملاً الدم الغير مؤكسج، ونظرًا لاتصال هذا الشريان بشكل مباشر فإن ضغط الدم فيه يكون مساويًا للضغط داخل القلب. وتعرف هذه العملية بقسطرة الشريان الرئوي.
- يستخدم القسطر في عملية نقل الأجنة ضمن خطوات عملية التلقيح الصناعي. حيث يتم تلقيح البويضة المأخوذة من الأنثى بالحيوان المنوي المأخوذ من الذكر داخل أنابيب وأطباق مخصصة لهذه العملية، وبعد تمام التلقيح يتم استخدام قسطر لإعادة إدخال البويضة الملقحة إلى داخل رحم المرأة، ويتفاوت طول القسطر المستخدم من 150 إلى 190 ملليمتر.
- كما يمكن أن تستخدم القسطرة في إدخال الحيوانات المنوية مباشرة إلى داخل رحم المرأة كنوع آخر من التخصيب الصناعي، وفيه يتم التلقيح داخل جسم المرأة بدلًا من أنابيب الاختبار.
- يمكن إدخال القسطر عن طريق السرة إلى الدورة الدموية مباشرة في الأطفال حديثي الولادة داخل وحدات العناية المركزة الخاصة بحديثي الولادة.
- تستخدم القسطرة ضمن أدوات وأجهزة عملية الديال الدموي (الغسيل الكلوي).

## تاريخيًا
اخترع القسطر المرن لأول مرة في أمريكا في القرن الثامن عشر. فقد اخترع بنيامين فرانكلين القسطرة المرنة عام 1752 عندما عانى شقيقه جون من حصوات المثانة. وقد صنعت قسطرة فرانكلين من المعدن، وزودت بشرائح وسلك معدني لتدعيمها أثناء دخولها إلى الإحليل ومنه إلى المثانة. ويقول بنيامين فرانكلين في أحد مجلداته أن هناك من سبقه إلى اختراع القسطرة المرنة عام 1720 وهو فرانسيسكو باردينو.
وفي عام 1844 كان كلود برنارد أول من استخدم القسطرة في مجال أمراض القلب. حيث قام برنارد بإدخال القسطر من خلال الشريان السباتي والوريد الوداجي وصولًا إلى البطين في القلب. ولازالت هذه الطريقة متبعة من قِبل جراحين القلب والأوعية والأعصاب.
وفي عام 1940 قام الطبيب ديفد شيليدان باختراع القسطرة الطبية بشكلها الحديث، فقام بإنشاء وبيع 4 شركات مختلفة لإنتاج القساطر الطبية، وأطلق عليها اسم «قسطرة الملك» كما ظهر في مجلة فوربس عام 1988. فقد صنع ديفيد شيليدان القسطر الطبي من البلاستيك المرن والذي يستخدم لمرة واحدة ثم يتم التخلص منه، وكان قبل ذلك يُصنع من المطاط الأحمر ويتم تعقيمه ويعاد استخدامه ونقله من مريض لآخر مما كان يسبب انتقال العدوى بين المرضى ومشاكل صحية خطيرة مهددًة آلاف الأرواح.

## مواد التصنيع
تستخدم العديد من المواد المختلفة في صناعة القسطر، بما في ذلك المطاط السيليكوني، النايلون والبولي يوريثان والبولي ايثلين تيريفثاليت (PET)، واللثى (Latex)، واللدائن الحرارية. ويعد السيليكون هو الأكثر شيوعًا لأنه خامل ولا يتفاعل مع سوائل الجسم. ولكن على الجانب الآخر فإنه ضعيف إلى حد ما وقد سُجلت عدة حالات انقطع فيها أنبوب القسطر واضطر المريض للخضوع لعملية جراحية لإزالة الجزء المقطوع والمحبوس داخل جسمه.